# Royauté de Yamato

État de Yamato (en vert).

La Royauté de Yamato (ヤマト王権, Yamato Ōken) était une alliance tribale centrée dans la région de Yamato (préfecture de Nara) entre le IVe et le VIIe siècle. Elle dominait l'alliance des familles nobles dans les parties centrale et occidentale de l'archipel japonais. Cette période, plus tardive que le royaume de Yamatai, s'achève avec la réforme Taika qui établit le rôle de l'ōkimi comme empereur,.
Cette époque est archéologiquement connue sous le nom de période Kofun. La relation entre Yamatai et la succession de Yamato est sujet à diverses interprétations.
Le terme 'royauté Yamato' désigne le régime émergent dans la région de Nara dès le IVe siècle. Cependant, il n'implique pas l'origine du Japon, sujet encore controversé dans l'histoire japonaise.
Au IIe et IIIe siècles, le pouvoir royal japonais, en cherchant à unifier les tribus, a valorisé les relations extérieures, notamment avec la dynastie Jin de l'Est et la dynastie Song du Sud, et maintenait des liens étroits avec les entités de la péninsule coréenne (Baekje et Gaya).

## Nom
Dans le Kojiki et le Nihon Shoki, complétés au début du VIIIe siècle, ainsi que dans d'autres documents historiques, le terme大和n'est pas utilisé pour "Yamato", mais倭est employé. Le "Wajinden" du Livre de Wei mentionne Yamataikoku au IIIe siècle. Après la promulgation du Code Taihō en 701, qui standardisait les noms de lieux, l'appellation du pays fut modifiée en大倭 (même prononciation 'Yamato'). En 757, sous l'influence de Fujiwara no Nakamaro, le nom fut définitivement changé en大和 (Yamato),. Certains chercheurs, comme Makoto Takemitsu, utilisent ce nom dès la fin du IIIe siècle.
Le mot « Yamato » revêt plusieurs significations : la lecture kun-yomi du nom national « Japon », la province du même nom, et une zone spécifique au sud-est du bassin de Nara, riche en tumulus de la période Kofun, considérée comme le centre de l'administration royale de l'époque.

## Sanctuaires associés
- Grand sanctuaire d'Ise :
  - Un sanctuaire dont la divinité principale est Amaterasu, la divinité ancestrale de la famille impériale[9],[10],[11]. La quatrième fille de Taruhito, Watahime-no-mikoto, a voyagé vers l'est à travers Yamato, Omi et Mino à la recherche d'une terre pour adorer Amaterasu, puis d'un oracle pour établir un sanctuaire à Ise où réside le Grand Dieu, qui serait l'origine de ce sanctuaire[12].
- Sanctuaire Ōmiwa :
  - Ce sanctuaire est situé dans la partie sud-est du bassin de Nara [13], qui serait le lieu de naissance de la cour impériale de Yamato[1]. Il s'agit des Ujigami du clan Miwa, qui furent les premiers habitants de la région avant l'expédition orientale de Jimmu[14]. La divinité principale est Omononushi-Ōkami et le mont Miwa est la montagne sacrée. L'origine de ce sanctuaire serait qu'Omikijin a fait vivre le dieu d'Omiwa, son Mitama, une âme heureuse et un esprit étrange, dans un palais sur le mont Miwa au Japon. Aujourd'hui encore, le sanctuaire n'a pas de salle principale, mais conserve la forme du Ko-Shintō (shintoïsme primitif) dans lequel la divinité est vénérée depuis la salle de prière[15],[16]. Le Suwa-taisha, qui n'a pas la montagne comme divinité mais n'a pas de sanctuaire principal comme le sanctuaire Okami, a été consacré par le clan Suwa, qui étaient membres du même clan que le clan Miwa [17]
- Sanctuaire Atsuta :
  - La divinité principale est Atsuta no Okami, qui est la divinité de l'une des trois insignes impériaux du Japon, Kusanagi no Tsurugi[18],[19]. Après son expédition vers l'est, Yamato Takeru aurait épousé Miyazu-hime (en), la fille du gouverneur de la province d'Owari, et se serait effondré à Nokono-no[20].
- Sanctuaire Isonokami :
  - Les Ujigami du clan Mononobe, un clan puissant qui sert l'empereur Jinmu depuis son époque. Elle a été fondée sous le règne de l'empereur Sujin. On raconte que lorsque Taruhito a demandé aux frères l'empereur Keiko ce que chacun d'eux voulait, le frère aîné voulait un arc et des flèches et le frère cadet voulait le trône, et lorsque l'empereur Keikō a fabriqué 1 000 épées et les a stockées au sanctuaire Ishigami, ils sont venus. être vénérés comme des divinités gardiennes[15].